# 1999 في تشيلي
فيما يلي قوائم الأحداث التي وقعت خلال عام 1999 في تشيلي.

## رياضة
- 1 يناير – الدوري التشيلي لكرة القدم 1999 الفائز نادي أونيفرسيداد دي تشيلي.
- 1 يناير – بطولة أمريكا الجنوبية لألعاب القوى للناشئين 1999

## مواليد

### يناير
- 1 يناير – جيرالدين غونزاليس
- 12 يناير – إغناثيو سافيدرا لاعب كرة قدم تشيلي.[1]

### فبراير
- 10 فبراير – ريكاردو ألفاريز كازانوفا لاعب كرة قدم تشيلي.
- 17 فبراير – فيسنتي فرنانديز غودوي لاعب كرة قدم تشيلي.
- 22 فبراير – إغناثيو تابيا لاعب كرة قدم تشيلي.[2]
- 22 فبراير – فرانكو لوبوس لاعب كرة قدم تشيلي.[3]

### مارس
- 7 أبريل – مارسيلو أليندي لاعب كرة قدم تشيلي.[4][4]
- 9 مارس – جبريل روجاس لاعب كرة قدم تشيلي.
- 12 مارس – دييغو أولسون لاعب كرة قدم تشيلي.[5]
- 12 مارس – ماتياس سيبولفيدا لاعب كرة قدم تشيلي.[6]

### أبريل
- 7 أبريل – مارسيلو أليندي لاعب كرة قدم تشيلي.[4][4]
- 19 أبريل – ديفيد سالازار لاعب كرة قدم تشيلي.

### يونيو
- 10 يونيو – كينيث لارا[7]

### يوليو
- 29 يوليو – إيفان موراليس برافو لاعب كرة قدم تشيلي.[8]

### سبتمبر
- 1 سبتمبر – نيكولاس غيرا لاعب كرة قدم تشيلي.

### أكتوبر
- 2 أكتوبر – توماس ألاركون لاعب كرة قدم تشيلي.
- 20 أكتوبر – ريكاردو سوتو نبّال تشيلي.

### نوفمبر
- 17 نوفمبر – ماريا كريستينا خوليو لاعبة كرة قدم تشيلية.[9]

## وفيات

### يناير
- 1 يناير – غابرييلا بيزارو (مواليد 1932) موسيقية تشيلية.

### فبراير
- 16 فبراير – غييرمو أريلانو (مواليد 1908) لاعب كرة قدم تشيلي.

### أبريل
- 9 أبريل – راؤول سيلفا هينريكز (مواليد 1907)[10]

### يونيو
- 27 يونيو – فرناندو ألفاريز (مواليد 1937)

### سبتمبر
- 29 سبتمبر – غوستافو لي (مواليد 1920)

### ديسمبر
- 28 ديسمبر – جريجوريو دي لا فوينتيه (مواليد 1910) رسام تشيلي.